# Miccolamia binodosa
Miccolamia binodosa là một loài bọ cánh cứng trong họ Cerambycidae.